# Чарлі Макдавелл
Чарлз Малкольм Макдавелл (нар. 10 липня 1983) — американський кінорежисер і сценарист. Найбільш відомий завдяки фільмам «Кого я кохаю» (2014) та «Відкриття» (2017).

## Раннє життя
Макдавелл народився 10 липня 1983 року у Лос-Анджелесі, штат Каліфорнія, в сім'ї англійського актора Малкольма Макдавелла й американської актриси Мері Стінберген. У нього є старша сестра Ліллі (народилася 22 січня 1981 року) та троє молодших зведених братів від шлюбу його батька з Келлі Кур. Вітчим Макдавелла — актор Тед Денсон, який одружився зі Стінберген у 1995 році. З 2014 року Макдавелл неодноразово жартував на рахунок Стінбергена, стверджуючи в соціальних мережах, що його мати насправді актриса Енді Макдавелл.

## Кар'єра
У 2011 році журнал «Тайм» описав мікроблог у Твіттері Макдавелла, @charliemcdowell, як «одна з найвеселіших Твіттер-стрічок», у 2013 році видавництво Three Rivers Press випустило книгу Макдавелла «Любі дівчата наді мною», засновану на його Твіттері.
Світова прем'єра його дебютного фільму «Кого я кохаю» з Марком Дюплассом та Елізабет Мосс у головних ролях відбулася на кінофестивалі «Санденс» у січні 2014 року, де невдовзі він був придбаний RADiUS-TWC і випущений у серпні 2014 року. У 2015 році Макдавелл зняв пілотний серіал без назви HBO Сари Сільверман. Але проєктом не зацікавились. У наступному фільмі Макдавелла «Відкриття» знялися Руні Мара, Джейсон Сіґел і Роберт Редфорд. Прем'єра фільму відбулася на кінофестивалі «Санденс». Для глобального прокату стрічку придбав Netflix у 2017 році.
У березні 2017 року кінорежисер Макдавелл оголосив, що адаптує роман Дона Делілло «Зеро К» як обмежений серіал для FX з продюсерами Ноа Гоулі та Скоттом Рудіним. Раніше Макдавелл зняв епізод телесеріалу Гоулі «Легіон», також для FX.
У 2019 році Макдавелл зняв перші й останні епізоди серіалу Showtime «Як стати богом у центральній Флориді», а також був його виконавчим продюсером. Він зняв епізоди «Кремнієвої долини», «Дорогі білі люди», «Оповідання з кільця» та «Послання з інших місць».
Його наступний фільм «Позолочена лють», заснований на сумнозвісному вбивстві інвестиційного банкіра Томаса Гілберта-старшого, Білл Скашгорд і Крістоф Вальц зіграють персонажа в різні періоди його життя. Лілі Коллінз також зіграє головну роль у фільмі.

## Особисте життя
Макдавелл зустрічався з Емілією Кларк з 2018 до 2019 рік. У 2019 році він почав зустрічатися з Лілі Коллінз, донькою англійського барабанщика та співака Філа Коллінза. У вересні 2020 року вони оголосили про свої заручини. Пара побралася 4 вересня 2021 року.

## Фільмографія

### Фільми
| рік  | Фільм                    | Директор | Продюсер | Письменник | Примітки                                                                        |
| ---- | ------------------------ | -------- | -------- | ---------- | ------------------------------------------------------------------------------- |
| 2006 | До побачення, Бенджаміне | Так      | Ні       | Так        | Короткометражний фільм                                                          |
| 2014 | Кого я кохаю             | Так      | Так      | Ні         | Повнометражний режисерський дебют                                               |
| 2017 | Відкриття                | Так      | Так      | Так        | У співавторстві з Джастіном Лейдером                                            |
| 2022 | Несподіванка             | Так      | Так      | Так        | У співавторстві з Джастіном Лейдером, Джейсоном Сіґелом й Ендрю Кевіном Вокером |
|      | Позолочена лють          | Так      | Ні       | Так        | Написано у співавторстві з Джастіном Лейдером та Е. Максом Фраєм                |